# Каценбах (Донерсберкрајс)
Каценбах (њем. Katzenbach) општина је у њемачкој савезној држави Рајна-Палатинат. Једно је од 81 општинског средишта округа Донерсберг. Према процјени из 2010. у општини је живјело 532 становника. Посједује регионалну шифру (AGS) 7333037.

## Географски и демографски подаци
Каценбах се налази у савезној држави Рајна-Палатинат у округу Донерсберг. Општина се налази на надморској висини од 220 метара. Површина општине износи 6,1 km². У самом мјесту је, према процјени из 2010. године, живјело 532 становника. Просјечна густина становништва износи 88 становника/km².

## Међународна сарадња
| Мјесто | Држава    | Врста сарадње | Од    |
| ------ | --------- | ------------- | ----- |
|        | Француска | партнерство   | 1974. |
| Извор  |           |               |       |